# Сон-Кульский аильный округ
Сон-Кульский аильный округ (аймак) — административная единица в Кочкорском районе Нарынской области Кыргызстана.
Код COATE — 41704 235 843 00 0

## Население
По данным переписи 2022 года, в аильном округе проживало 1 908 человек.

## Административное деление
В состав Сон-Кульского аильного округа ныне входят населённые пункты:
- Телек

## География
Расположен в северо-восточной части региона, вблизи озера Сон-Куль (Сонкёль), в Сон-Кельской высокогорной межгорной впадины Внутреннего Тянь-Шаня.
Сон-Кёльская котловина, расположенная на высоте 3100 м над уровнем моря, характеризуется холодным, умеренно-влажным климатом. Зимы очень холодные, снежные. Снежный покров залегает в течение 180—200 дней, высота его местами достигает 1 м. Средняя минимальная температура воздуха — −28-30 °С.
Находится в селе- и паводкоопасной зоне, характеризующаяся нижней границей на высоте около 3000-3500 метров, с условиями для формирования больших объёмов талых снеговых и ледниковых вод и образования высокогорных озёр.

## Примечание
1. ↑  Государственный классификатор система обозначений объектов административно-территориальных и территориальных единиц Кыргызской республики. Архивная копия от 18 марта 2018 на Wayback Machine — Бишкек: Национальный статистический комитет Кыргызской республики, 2017.
2. ↑  Численность населения областей, районов, городов,поселков городского типа, айылных аймаков и айылов (сел) Кыргызской Республики Архивная копия от 10 ноября 2021 на Wayback Machine (на 2022 год).
3. 1 2  Источник. Дата обращения: 6 сентября 2023. Архивировано 6 октября 2020 года.